# Project Zero 3: The Tormented
Project Zero 3: The Tormented, ou Fatal Frame III: The Tormented en Amérique du Nord, plus connu sous le titre Zero: Shisei no Koe (零〜刺青ノ聲〜, littéralement Zéro - La Voix du Tatouage) au Japon, est un jeu vidéo de type survival horror développé par la société japonaise Tecmo sur PlayStation 2.

## Synopsis
Le jeu met en scène une photographe indépendante du nom de Rei Kurosawa, qui, après le décès de son fiancé dans un accident de la route, effectue un reportage dans un vieux manoir. Le manoir serait, d'après les rumeurs, hanté. Lors des prises de vues, Rei aperçoit Yuu, son fiancé décédé dans le viseur. Troublée, Rei se met à le suivre et se trouve allongée au sol, encerclée par quatre fillettes qui lui plantent des clous dans les mains et les pieds.

En ouvrant les yeux, elle s'aperçoit que tout était un rêve, et retourne chez elle, où elle vit avec son assistante, qui n'est pas inconnue des joueurs. La nuit suivante, Rei fait un rêve étrange où elle se trouve dans un manoir immense recouvert par la neige qui tombe à grands flocons. Croyant reconnaître l'ombre de son fiancé s'éloignant vers le cœur de la maison, Rei se lance à sa poursuite, ne sachant pas qu'elle se précipite vers un destin des plus sombres.
Poursuivie par une étrange femme recouverte d'un tatouage bleue, Rei tentera de lever le voile sur un cruel rituel ancestral et essaiera de briser une longue chaîne de morts inexpliquées. Mais son but ; retrouver Yuu et lui dire qu'elle est désolée.

## Quête annexe
Comme pour Project Zero II, ce volet propose une quête annexe non obligatoire expliquée ci-dessous.
Au début du jeu, vous rencontrerez une mère et sa fille qui vous attaqueront. Durant votre combat, vous pourrez entendre ces dernières dire en anglais "Tu as tué papa !" ou "Où est-il?". Par déduction, la quête semble porter sur le père/mari des deux femmes.
Disponible pendant l’Heure III seulement, cette petite aventure vous emmènera à la rencontre d'une famille brisée par un accident mortel.

## Système de jeu
Le jeu reprend les mêmes recettes que ses prédécesseurs, à savoir l'utilisation de la camera obscura. On retrouve notamment Miku Hinasaki, apparue dans le premier volet. Cette dernière est l'assistante de Rei et habite chez elle. Ce troisième volet met également un personnage masculin du nom de Kei Amakura, les trois personnages effectuant indépendamment les missions dans le manoir.

À la différence des deux premiers volets, les personnages ne peuvent se rendre dans le manoir que pendant leur sommeil, les personnages de Rei et Miku évoluant dans la maison de ces dernières en plein jour.

### Chapitres
Le jeu est coupé en 14 Chapitres + le Prologue (Hours dans la version anglaise). À la différence des autres épisodes, il n y a pas d'image de transition quand on passe d'un  chapitre à l'autre, seulement un bandeau bleu en bas à gauche de l'écran  avec le nom du chapitre nouveau. On ne joue pas forcément un personnage différent à chaque chapitre.

### Vie et Films
Comme dans les deux épisodes précédents, le jeu présent de nombreux objets à ramasser tout au long du périple. La vie et les films sont les deux types d'objets importants (en dehors des notes, cahiers, photos et archives) :
Dans l'aventure, vous rencontrerez trois types d'objets vous permettant de remonter votre jauge de vie :
- Herbe médicinale : Cette boite remplie de plantes médicinales est le moyen premier de vous redonner de l'énergie. Ces effets sont assez faibles ;
- Eau sacrée : Cette fiole d'eau sacrée est un moyen très efficace de faire face à la puissance des fantômes. Boire cette potion aura pour effet de remonter votre vie au maximum ;
- Pierre miroir : Cet objet est le plus rare du jeu dans cette catégorie. Quand vous mourrez, cette jolie pierre aux éclats miroitants vous ressuscite ! Malheureusement, on ne peut utiliser une pierre une seule fois, alors faites attention. On ne peut porter qu'une pierre à la fois dans l'inventaire.

Concernant les films, il y en a 6 types : 07, 14, 61, 90, Zero & les pellicules moisies. Ces dernières sont le résultat d'une photo (d'un objet ou d'une personne) prise par Rei. On reconnait une pellicule moisie grâce aux tons bleu et blancs qu'elle prend. Pour aller les développer, rendez vous à votre labo. Le Type-07 est un type de films que vous avez dès le début du jeu et en nombre illimité. Son pouvoir d’exorcisme a presque disparu, à la différence du Type-61, assez puissant lors des combats. Entre les deux se trouve le Type-14, moyennement utile lorsqu'il vous faut envoyer paître un spectre. Le Type-90 est un type assez puissant, à la recharge rapide. Le film le plus puissant est le Type-00 ou ZERO, fortement conseillé lors du boss final, et n'a qu'un défaut ; son temps de chargement assez important.

## Personnages

### Les protagonistes
Rei Kurosawa (黒澤 怜) : Rei a 23 ans et vit en colocation avec son amie et assistante Miku Hinasaki. Depuis qu'il a vécu un accident de voiture dans lequel son fiancé Yuu est décédé, Rei, étant photographe, n'aime plus faire de portraits et reste souvent cachée du monde dans sa chambre. Même rongée par les remords, Rei essaie d'aller de l'avant grâce à Miku et Ruri son chat. Dans ses rêves, la jeune femme court après Yuu dans un manoir recouvert par la neige mais est pourchassée par une femme étrange au tatouage représentant des serpents bleus.
Miku Hinasaki (雛咲 深紅) : Deux ans ont passé depuis les événements de Project Zero, et Miku a désormais 19 ans. Elle vit avec Rei, la fiancée d'un ami de son frère Mafuyu . Dévastée par la disparition de ce dernier, elle tente de faire bonne figure devant Rei, qui soupçonne quelque chose. Dans ses rêves, Miku voit Mafuyu qui s'enfuit vers le cœur d'un immense manoir  sombre et lui court après sans jamais pouvoir l'atteindre tout en étant hantée par des petites filles ayant pieu et marteau dans les mains.
Kei Amakura (天倉 螢) : Kei a 26 ans et est un ami de Yuu Asou et de Mafuyu Hinasaki. Il est apparenté de loin à ces derniers par ses nièces, bien connues des joueurs. Ne sachant rien sur la mort de Yuu, il continue à envoyer des lettres au domicile de Rei. Dans ses rêves, il recherche une de ses nièces, qui s'enfonce toujours plus loin dans un étrange manoir d'où des cris d’effroi s’échappent. Sa jeune protégée ne cesse de répéter en murmurant  "Je suis désolée", "Pardonne-moi" ou encore "Nous nous étions promis de toujours rester ensemble". Tout en explorant le manoir, il fera la rencontre d'une femme aux longs cheveux bruns et au visage ensanglanté qui voudra à tout prix l'emmener dans le monde des ténèbres.

### Les antagonistes
La femme au tatouage : Cette jeune femme sacrifié lors d'un sinistre rituel ancestral pleure et rage la perte de son cher ami, ce dernier ayant eu une mort des plus étranges. Cela a-t-il un rapport avec le fait que la martyr répète sans arrêt les mots ; "pas d’échappatoire" et "j'attendrai ici..." ? 
Elle est représentée sous trois formes :
- La première la représente tel une jeune fille amoureuse d'un jeune homme se faisant détester par la famille de son amie.
- La deuxième la montre comme une femme ivre de colère et désespérément à la recherche de son amant. Son corps est recouvert d'un tatouage bleu représentant des serpents et du houx. Sa respiration haletante et saccadée résonne dans le manoir hanté, tandis qu'elle avance lentement vers Rei, Miku et Kei pour les achever.
- La troisième nous fait voir sa sombre personnalité, pire encore que précédemment. Derrière elle, les cadavres s'entassent et des visages défigurés l'entourent et l'aident à accomplir sa funeste tâche.

## Divers
- Deux fins apparaissent dans le jeu. La première fin s'obtient en finissant le jeu une fois. L'autre fin est obtenue en terminant une quête secondaire[4] en option disponible uniquement sur le second playthrough[anglicisme à remplacer] de la partie[5].

- Un chapitre est divisé en 2 parties : Dans la 1re phase, Rei et Miku vivent le jour dans leur maison. Miku fait des recherches et Rei développe dans son labo photo les pellicules moisis prises dans le manoir des rêves. Dans la 2e phase, qui se déroule la nuit, nous suivons Rei, Miku et Kei à travers leurs rêves. Voici la répartition des chapitres avec le personnage joué :

- Comme dit ci-dessus, Rei, Miku et Kei évoluent indépendamment dans le même manoir sans jamais se rencontrer. De ce fait, certains endroits qui sont inaccessibles à Rei et Kei ne le sont pas pour Miku, qui est plus petite. Il en est de même pour de lourds objets que Kei peut porter à la différence de Rei et Miku. Si vous tombez sur une situation comme ça, où vous contrôlez Rei, vous devrez attendre de passer à Kei pour bouger l'objet en question et débloquer le passage ou un item. On peut donc en déduire que si Rei peut faire une certaine, alors Miku et Kei aussi.

- Contrairement au titre du deuxième volet qui est traduit littéralement du japonais (Akai Chou passe donc à Crimson Butterfly), la traduction du titre du troisième volet le modifie complètement ; on passe donc de "Shisei no Koe" en japonais à "The Tormented" (voulant dire "Les Tourmentés" en anglais), alors que "Shisei no Koe" veut dire "La Voix du Tatouage".

- Dans le monde réel, la Camera Obscura est un point de sauvegarde.

- La couleur fétiche du jeu est le bleu (on la trouve sur le pyjama de Rei, le tatouage de la femme étrange, les nuances et la jaquette du jeu)

## Critiques
Le jeu fut bien accueilli par les joueurs, mettant en avant comme toujours l'atmosphère angoissante du jeu. Voici quelques critiques :
- 78/100 sur Metacritic[6], « L'histoire est intéressante, le graphisme est bon mais les temps de chargements sont assez conséquents. »[7]
- 17/20 sur Jeuxvideo.com[8], "Ce troisième volet de la saga des Project Zero prolonge admirablement l'une des séries horrifiques les plus efficaces de ces dernières années. Les allers-retour entre le cauchemar et la réalité jouent constamment avec nos nerfs alors que l'on s'évertue à surmonter ses peurs pour tenter d'élucider un mystère qui s'épaissit de plus en plus au cours du jeu. Mieux conçu que ses prédécesseurs dans son déroulement, ce troisième opus est à faire absolument si vous vous sentez capable d'en voir le bout sans poser la manette de terreur."
- 7/10 sur Gamekult[9],  "Durée de vie très honorable mais trop d'allers-retours."